# خوخ‌خوت
خوخ‌خوت (به زبان مغولی: ᠬᠥᠬᠡᠬᠣᠲᠠ، به لاتین: Kökeqota، معادل سیریلیک: Хөх хот)(به چینی: 呼和浩特市، به پین‌یین: Hūhéhàotè Shì) شهر و مرکز منطقهٔ خودمختار مغولستان داخلی در جمهوری خلق چین با جمعیت ۲٬۸۶۶٬۶۱۵ نفر است.